# Kattehosahalli, Hassan
Kattehosahalli là một làng thuộc tehsil Hassan, huyện Hassan, bang Karnataka, Ấn Độ.